# Орагве
Орагве (груз. ორაგვე) — село в Грузии, на территории Ланчхутского муниципалитета края (мхаре) Гурия.

## География
Село находится в западной части Грузии, на правом берегу реки Орагвисгеле, на расстоянии приблизительно 3 километров (по прямой) к юго-западу от города Ланчхути, административного центра муниципалитета. Абсолютная высота — 233 метра над уровнем моря.

## Население
По результатам официальной переписи населения 2014 года, в Орагве проживало 43 человека (20 мужчин и 23 женщины). В национальной структуре населения грузины составляли 100 %.
| Год  | Население, человек |
| ---- | ------------------ |
| 2002 | 84                 |
| 2014 | ↘ 43               |